# Соколовський Андрій Володимирович
Андрій Володимирович Соколовський (нар. 16 липня 1976, Москва, Росія) — український легкоатлет, що спеціалізується на стрибках у висоту, срібний призер чкмпіонату світу в приміщенні, учасник Олімпійських ігор.

## Кар'єра
| Рік                 | Змагання                         | Місто                      | Місце               | Примітки            |                     |
| Представник Україна | Представник Україна              | Представник Україна        | Представник Україна | Представник Україна | Представник Україна |
| ------------------- | -------------------------------- | -------------------------- | ------------------- | ------------------- | ------------------- |
| 1999                | Чемпіонат світу в приміщенні     | Маебасі, Японія            | 6                   | 2.25 м              |                     |
| 1999                | Чемпіонат Європи серед молоді    | Гетеборг, Швеція           | 2                   | 2.28 м              |                     |
| 1999                | Чемпіонат світу                  | Севілья, Іспанія           | 27 (кв.)            | 2.15 м              |                     |
| 2000                | Олімпійські ігри                 | Сідней, Австралія          | 16 (кв.)            | 2.24 м              |                     |
| 2001                | Чемпіонат світу в приміщенні     | Лісабон, Португалія        | 2                   | 2.29 м              |                     |
| 2001                | Чемпіонат світу                  | Едмонтон, Канада           | 23 (кв.)            | 2.15 м              |                     |
| 2002                | Чемпіонат Європи в приміщенні    | Відень, Австрія            | 4                   | 2.27 м              |                     |
| 2003                | Чемпіонат світу в приміщенні     | Бірмінгем, Велика Британія | 8                   | 2.25 м              |                     |
| 2003                | Чемпіонат світу                  | Париж, Франція             | 8                   | 2.29 м              |                     |
| 2003                | Всесвітній легкоатлетичний фінал | Монте-Карло, Монако        | 6                   | 2.27 м              |                     |
| 2004                | Чемпіонат світу в приміщенні     | Будапешт, Угорщина         | 7                   | 2.25 м              |                     |
| 2004                | Олімпійські ігри                 | Афіни, Греція              | 5                   | 2.32 м              |                     |
| 2004                | Всесвітній легкоатлетичний фінал | Монте-Карло, Монако        | 5                   | 2.27 м              |                     |
| 2005                | Чемпіонат Європи в приміщенні    | Мадрид, Іспанія            | 15 (кв.)            | 2.23 м              |                     |
| 2005                | Чемпіонат світу                  | Гельсінкі, Фінляндія       | 13                  | 2.20 м              |                     |
| 2005                | Всесвітній легкоатлетичний фінал | Монте-Карло, Монако        | 5                   | 2.29 м              |                     |
| 2006                | Чемпіонат світу в приміщенні     | Москва, Росія              | 6                   | 2.26 м              |                     |
| 2006                | Чемпіонат Європи                 | Гетеборг, Швеція           | 19 (кв.)            | 2.19 м              |                     |